# Miernik uniwersalny

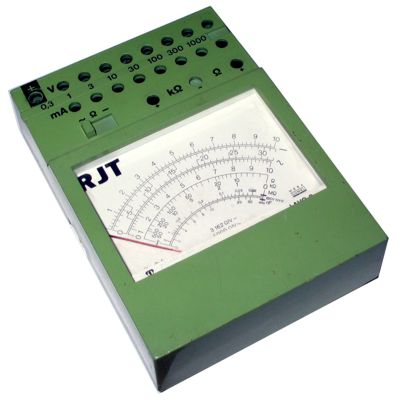
Multimetr analogowy LAVO-2

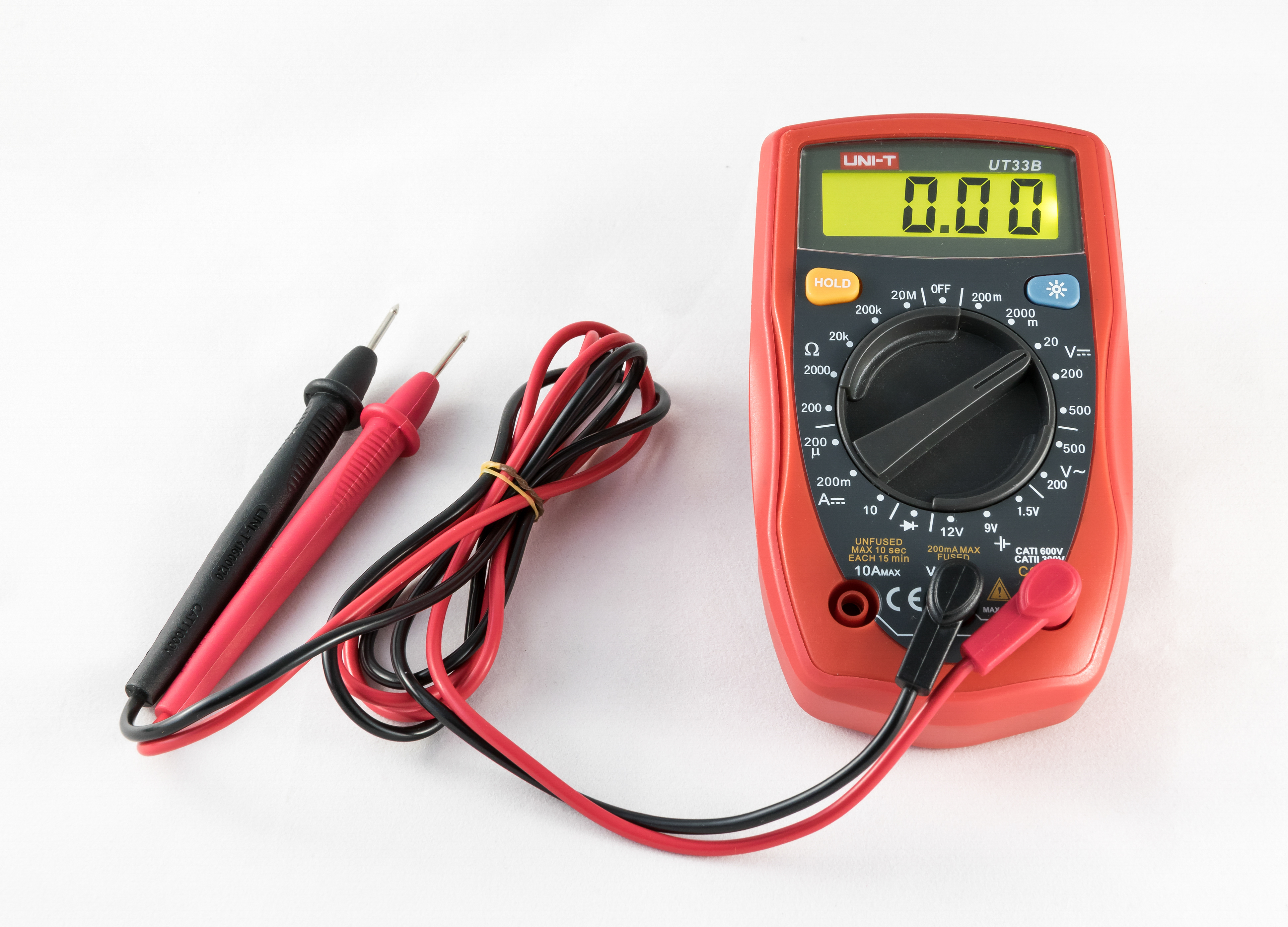
Wielofunkcyjny miernik cyfrowy

Miernik uniwersalny (multimetr) – zespolone urządzenie pomiarowe posiadające możliwość pomiaru różnych wielkości fizycznych. Termin stosowany najczęściej w elektrotechnice do opisania urządzenia zawierającego co najmniej: amperomierz, woltomierz, omomierz.
Cechą charakterystyczną jest sposób prezentacji pomiaru – zawsze na tym samym elemencie wyjściowym, przy użyciu:
- wskaźnika wychyłowego napędzanego siłą elektrodynamiczną w multimetrze analogowym,
- wyświetlacza LCD lub LED sterowanego mikroprocesorowo w multimetrze cyfrowym,
- interfejsu elektronicznego do przekazania danych np. do komputera.

Nowoczesne multimetry potrafią m.in. realizować kilka pomiarów jednocześnie, np. wartości napięcia i jego częstotliwości, zapamiętywać mierzone wielkości czy wyznaczać średnią z pomiarów.